# Alban (Tarn)
Alban (okzitanisch: Albanh) ist eine französische Gemeinde mit 949 Einwohnern (Stand: 1. Januar 2022) im Département Tarn in der Region Okzitanien. Die Gemeinde gehört zum Arrondissement Albi und zum Kanton Le Haut Dadou (bis 2015: Kanton Alban). Die Einwohner werden Albanais genannt.

## Lage
Alban liegt etwa 25 Kilometer östlich von Albi. Der Fluss Assou entspringt an der westlichen Gemeindegrenze. Umgeben wird Alban von den Nachbargemeinden Saint-André im Norden, Curvalle im Osten und Nordosten, Paulinet im Süden sowie Le Fraysse im Westen und Nordwesten.

## Bevölkerungsentwicklung
| Jahr                      | 1962 | 1968 | 1975 | 1982 | 1990 | 1999 | 2006 | 2013 |
| ------------------------- | ---- | ---- | ---- | ---- | ---- | ---- | ---- | ---- |
| Einwohner                 | 899  | 994  | 935  | 921  | 904  | 848  | 940  | 931  |
| Quelle: Cassini und INSEE |      |      |      |      |      |      |      |      |

## Sehenswürdigkeiten
- Kirche Notre-Dame
- Dolmen Palet von Notre-Dame

## Söhne und Töchter der Gemeinde
- Geraldo Verdier (1937–2017), Geistlicher und römisch-katholischer Bischof von Guajará-Mirim